# Wisconsin

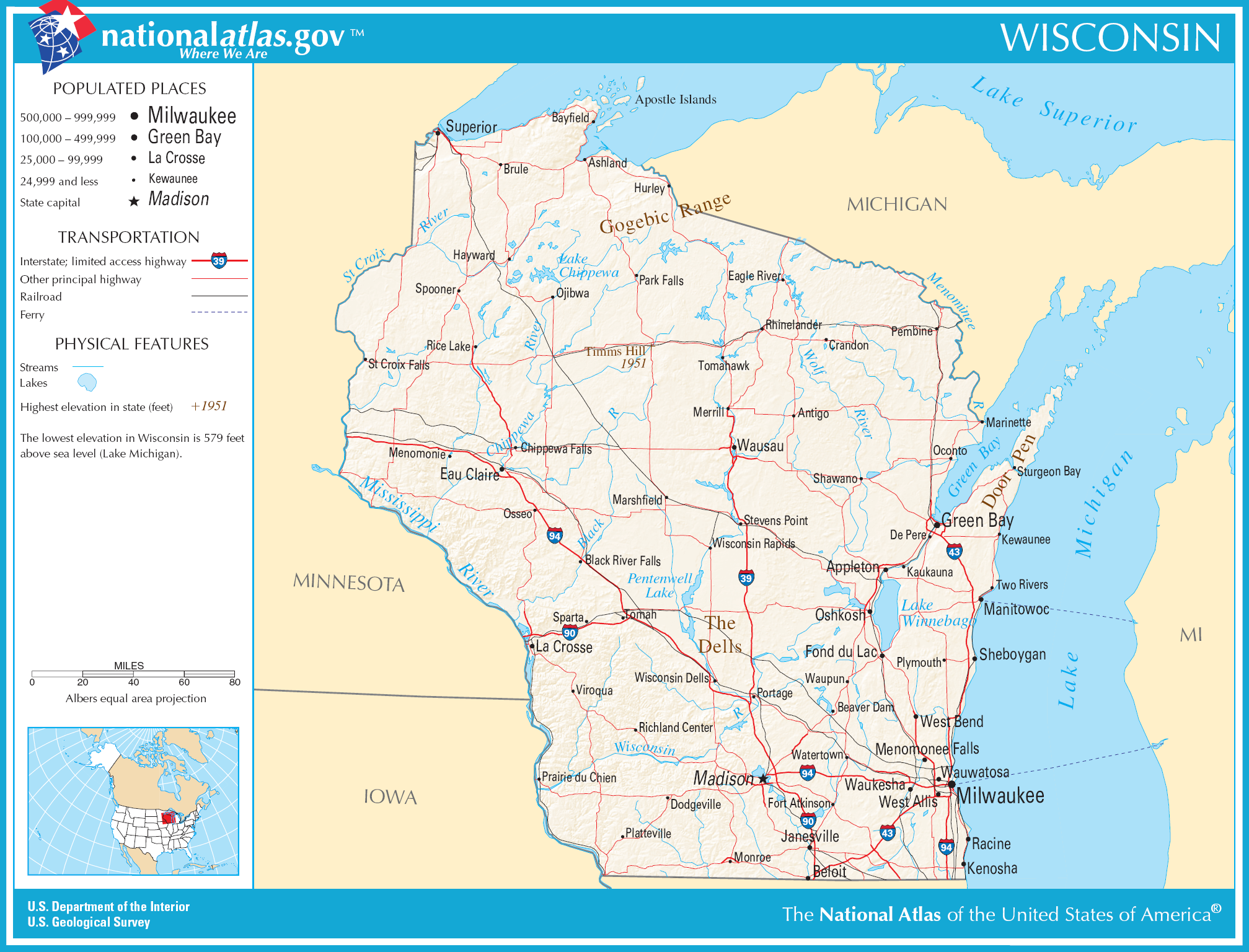
Mapa stanu

Wisconsin (wymowa:/wɪˈskɑːnsɪn/ⓘ) – stan na północy Stanów Zjednoczonych, leżący w regionie Midwest, w Krainie Wielkich Jezior. Położony jest pomiędzy Jeziorem Górnym na północy i jeziorem Michigan na wschodzie. Na zachodzie graniczy ze stanem Minnesota, na południowym zachodzie ze stanem Iowa, na południu z Illinois, a na północnym wschodzie z Michigan.
W czasie kolonizacji europejskiej obszar ten był zamieszkany przez ludy algonkiańskie i siouańskie, takie jak Winebagowie, a dziś jest domem dla jedenastu plemion uznanych przez władze federalne, z których największym są Czipewejowie.
Wisconsin ma jedne z największych stad bydła w kraju. Jest największym krajowym producentem sera oraz drugim co do wielkości producentem mleka i masła w kraju. Wisconsin straciło tytuł wiodącego stanu mleczarskiego w 1993 roku na rzecz Kalifornii.
W 2019 roku Wisconsin miał najwyższy wśród stanów USA odsetek mieszkańców pochodzenia niemieckiego (36,8%) i polskiego (8,6%).

## Historia
- 1634 – na ziemie przyszłego stanu dotarł francuski badacz Jean Nicolet(inne języki)
- 1672 – terytorium zostało włączone do kolonialnych posiadłości Francji (część Luizjany)
- 1763 – własność Wielkiej Brytanii
- 1783 – Wielka Brytania przekazała terytorium Stanom Zjednoczonym
- 1812 – Brytyjczycy ostatecznie opuścili Wisconsin
- 29 maja 1848 – Wisconsin zostało przyjęte do Unii jako 30. stan
- 1871 – pożar Peshtigo

## Geografia
Z powierzchnią 169 635 km² Wisconsin zajmuje 23. miejsce wśród 50 stanów USA i jest nieco większy niż połowa obszaru Polski. Obszar całego stanu jest w większości nizinny i występują tu liczne jeziora polodowcowe. 28 976 km² (17%) powierzchni kraju zajmują powierzchnie wodne, a 46% zajmują lasy.
W stanie znajduje się ponad 15 tysięcy jezior i dużych obszarów leśnych, dzięki czemu liczni turyści regularnie podróżują z Chicago, do sąsiedniego stanu na północy. Największe miasta stanu znajdują się na południowym wschodzie.
Północna część stanu jest domem dla lasu narodowego Chequamegon-Nicolet.
- Główne rzeki: Missisipi, Wisconsin, St. Croix[7]
- Największe jezioro: Winnebago (534 km²)
- Najwyższy szczyt: Timms Hill (595 m n.p.m.)
- Liczba hrabstw: 72 (lista)

## Demografia

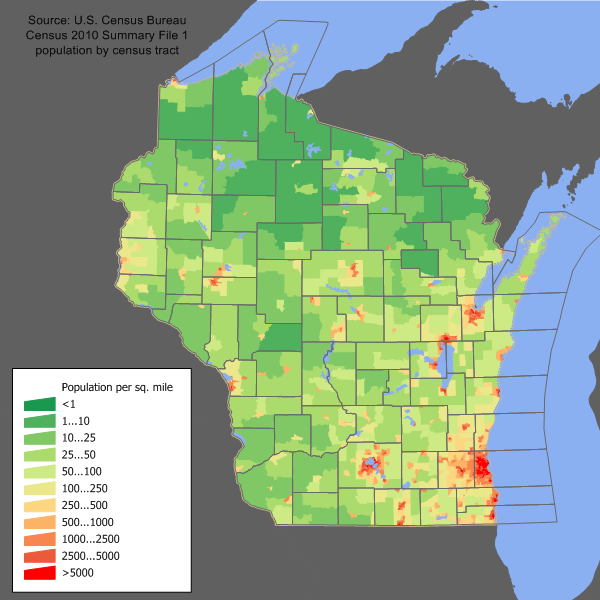
Mapa gęstości zaludnienia

Na podstawie spisu ludności z roku 2020 stwierdzono, że stan Wisconsin liczył 5 893 718 mieszkańców, co oznaczało wzrost o 206 732 (3,6%) w porównaniu z poprzednim spisem z roku 2010. Dzieci poniżej piątego roku życia stanowiły 5,7% populacji, 21,8% mieszkańców nie ukończyło jeszcze osiemnastego roku życia, a 17,5% to osoby mające 65 i więcej lat. 50,2% ludności stanu stanowiły kobiety.

### Język
W 2010 roku najpowszechniej używanymi językami były:
- język angielski – 91,71%,
- język hiszpański – 4,35%,
- język hmong – 0,75%,
- język niemiecki – 0,7%.

### Rasy i pochodzenie
Według danych z 2022 roku, 82,5% mieszkańców stanowiła ludność biała (79,9% nie licząc Latynosów), 6,2% to czarnoskórzy Amerykanie lub Afroamerykanie, 5,4% deklarujący przynależność do dwóch lub więcej ras, 2,9% to Azjaci, 0,7% to rdzenna ludność Ameryki i 0,04% to Hawajczycy i pochodzący z innych wysp Pacyfiku. Latynosi stanowili 7,3% ludności stanu.
Do największych grup należały osoby pochodzenia niemieckiego (36,9%), irlandzkiego (10,4%), polskiego (8,1%), norweskiego (6,7%), angielskiego (6,3%) i meksykańskiego (5,1%). Do pozostałych większych grup należały osoby pochodzenia włoskiego (202,4 tys.), francuskiego lub francusko–kanadyjskiego (201,7 tys.), „amerykańskiego” (185,3 tys.), szwedzkiego (131,2 tys.), holenderskiego (125,7 tys.), nieokreślonego europejskiego (107,2 tys.), szkockiego lub szkocko–irlandzkiego (83,2 tys.), czeskiego (77,5 tys.), portorykańskiego (65,5 tys.), Hmong (58,5 tys.), szwajcarskiego (51,3 tys.) i duńskiego (50,4 tys.).

### Miejscowości
Na terenie stanu Wisconsin znajdują się 604 miasta (city) i wsie (village), w tym 3 o liczbie ludności przekraczającej 100 000, 95 powyżej 10 000 mieszkańców, a 365 powyżej 1000 mieszkańców (2021 r.).
Lista miejscowości zamieszkanych przez 10 000 lub więcej osób (2021 r.):

- Milwaukee (569 330)
- Madison (269 196)
- Green Bay (107 015)
- Kenosha (99 286)
- Racine (77 127)
- Appleton (74 854)
- Waukesha (71 256)
- Eau Claire (69 441)
- Oshkosh (66 607)
- Janesville (65 942)
- West Allis (59 484)
- La Crosse (52 185)
- Sheboygan (49 931)
- Wauwatosa (47 752)
- Fond du Lac (44 595)
- Brookfield (41 464)
- New Berlin (40 375)
- Wausau (39 575)
- Menomonee Falls (38 906)
- Greenfield (37 352)
- Franklin (36 624)
- Beloit (36 609)
- Oak Creek (36 260)
- Sun Prairie (36 189)
- Manitowoc (34 547)
- West Bend (31 727)
- Fitchburg (30 674)
- Mount Pleasant (27 646)
- Neenah (27 525)
- Superior (26 561)
- Stevens Point (25 692)
- De Pere (25 335)
- Muskego (25 242)
- Caledonia (25 229)
- Mequon (25 200)
- Watertown (22 885)
- Middleton (22 636)
- Pleasant Prairie (21 392)
- Germantown (20 914)
- South Milwaukee (20 517)
- Howard (20 229)
- Fox Crossing (18 925)
- Onalaska (18 824)
- Marshfield (18 815)
- Wisconsin Rapids (18 738)
- Oconomowoc (18 379)
- Menasha (18 107)
- Cudahy (17 946)
- Kaukauna (17 170)
- Ashwaubenon (16 913)
- Menomonie (16 794)
- Beaver Dam (16 647)
- River Falls (16 618)
- Bellevue (16 122)
- Pewaukee (15 945)
- Hartford (15 747)
- Weston (15 688)
- Hudson (15 149)
- Waunakee (14 950)
- Chippewa Falls (14 778)
- Whitefish Bay (14 747)
- Greendale (14 652)
- Salem Lakes (14 614)
- Whitewater (14 351)
- Verona (14 276)
- Allouez (14 004)
- Plover (13 701)
- Shorewood (13 648)
- Harrison (13 179)
- Glendale (13 178)
- Stoughton (13 085)
- Suamico (13 078)
- Brown Deer (12 705)
- Port Washington (12 614)
- Fort Atkinson (12 489)
- Cedarburg (12 400)
- Baraboo (12 398)
- Grafton (12 298)
- Little Chute (12 170)
- Richfield (11 810)
- Platteville (11 764)
- Sussex (11 597)
- Waupun (11 515)
- Oregon (11 407)
- Two Rivers (11 270)
- Marinette (11 048)
- Burlington (11 008)
- Holmen (10 896)
- DeForest (10 884)
- Monroe (10 537)
- Hobart (10 351)
- New Richmond (10 350)
- Elkhorn (10 330)
- Portage (10 327)
- Reedsburg (10 043)

### Religia
Struktura religijna w 2014:

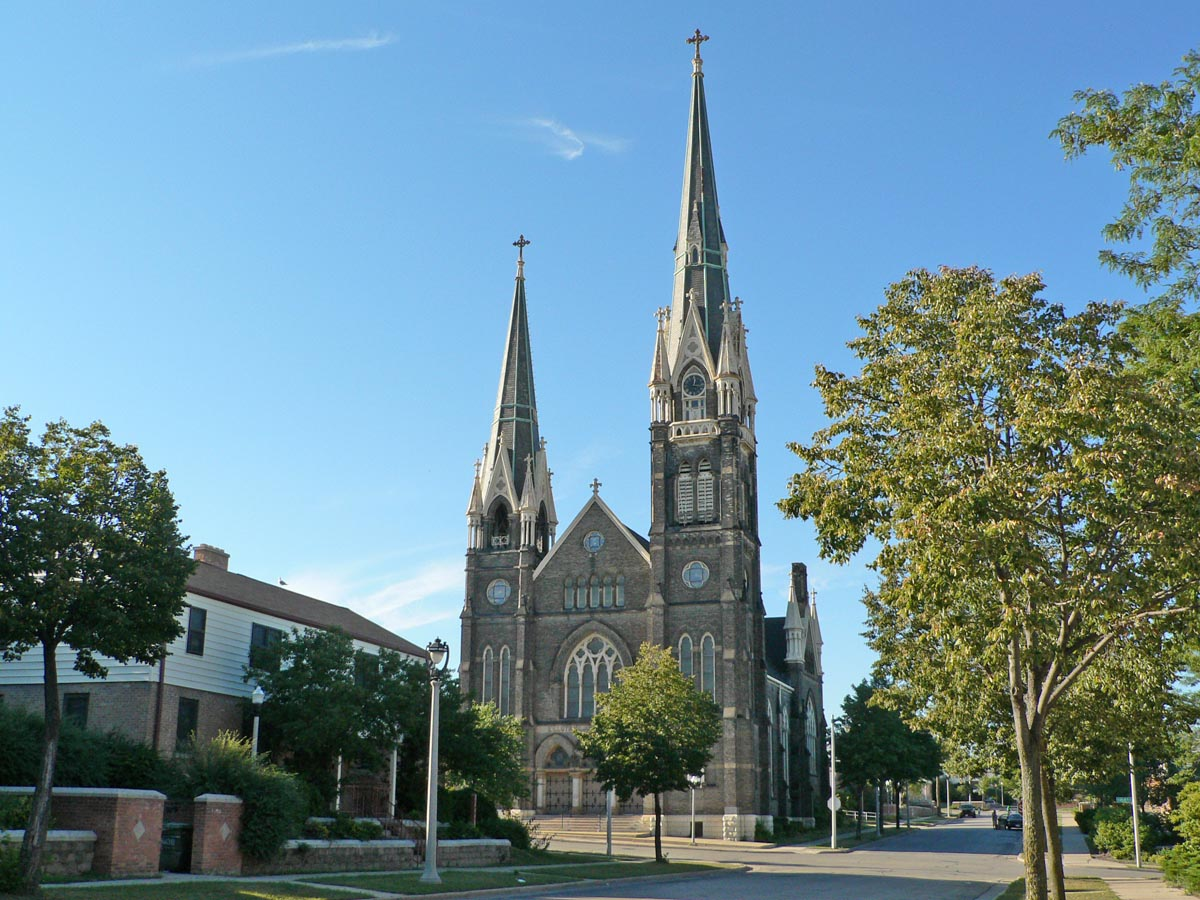
Ewangelicko-luterański kościół św. Jana w Milwaukee

- protestanci – 44% (gł. luteranie – 19%, ale także bezdenominacyjni, baptyści, zielonoświątkowcy, kalwini, metodyści i wiele mniejszych grup)[14],
- katolicy – 25%,
- bez religii – 25% (w tym: 5% agnostycy i 3% ateiści),
- muzułmanie, świadkowie Jehowy i żydzi – 3%,
- inne religie – 3% (w tym: mormoni, buddyści, prawosławni, hinduiści, unitarianie uniwersaliści, sikhowie, scjentyści, bahaiści, Kościół Jedności, spirytualiści i irwingianie[15]).

Według The ARDA, w 2020 roku pod względem członkostwa do największych denominacji należały: Kościół katolicki (1 237 tys. członków), Kościół Ewangelicko-Luterański w Ameryce (316,2 tys.), Kościół Ewangelicko–Luterański Synodu Wisconsin (209,8 tys.), oraz Kościół Luterański Synodu Missouri (179,5 tys.). Lokalne bezdenominacyjne zbory ewangelikalne zrzeszały 276,9 tys. członków.
W 2020 roku stan zamieszkiwało ponad 21 tys. amiszów. Populacja amiszów podwoiła się na początku XXI wieku, ponieważ wiele rodzin wyemigrowało z Pensylwanii, aby uzyskać tańszą ziemię dla swoich rozwijających się rolniczych rodzin.

## Gospodarka

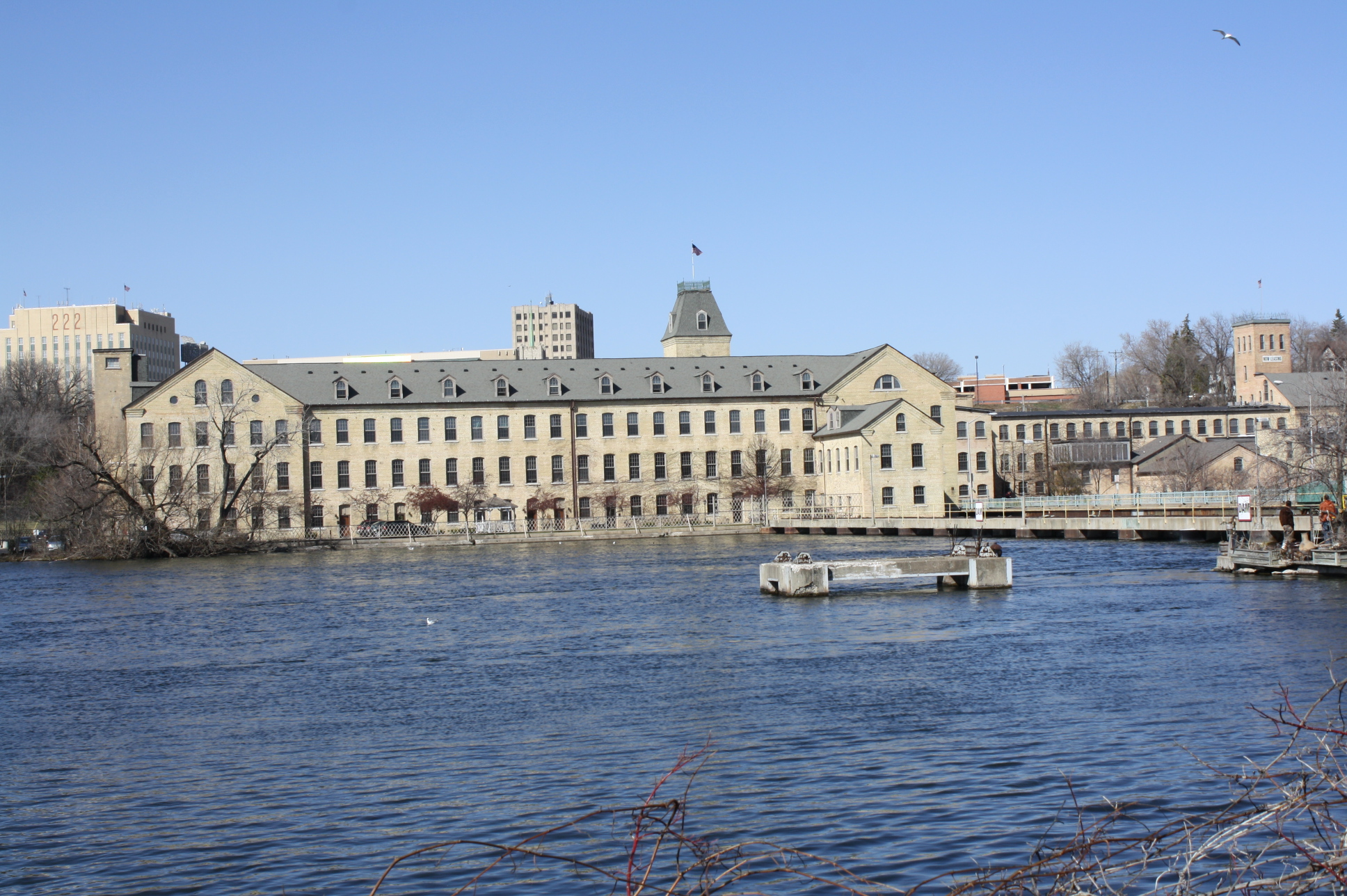
Papiernia Fox River Company w Appleton

Oprócz rolnictwa, budownictwo, przemysł spożywczy, maszynowy i chemiczny są głównymi składnikami produktu krajowego brutto (PKB) stanu. Od ponad wieku gospodarka stanu Wisconsin pozostaje silnie uzależniona od przemysłu papierniczego i poligraficznego.
W 2015 roku do największych pracodawców w stanie należą:
- Uniwersytet Wisconsin w Madison (prawie 15 tys. pracowników)
- sieć sklepów dla majsterkowiczów Menards(inne języki) (ponad 10 tys. pracowników)
- firma produkująca oprogramowanie dla branży medycznej Epic Systems (prawie 7 tys. pracowników)
- sieć klinik i szpitali ThedaCare (ponad 6 tys. pracowników)
- sieć sklepów detalicznych Kohl’s(inne języki)

### Rolnictwo

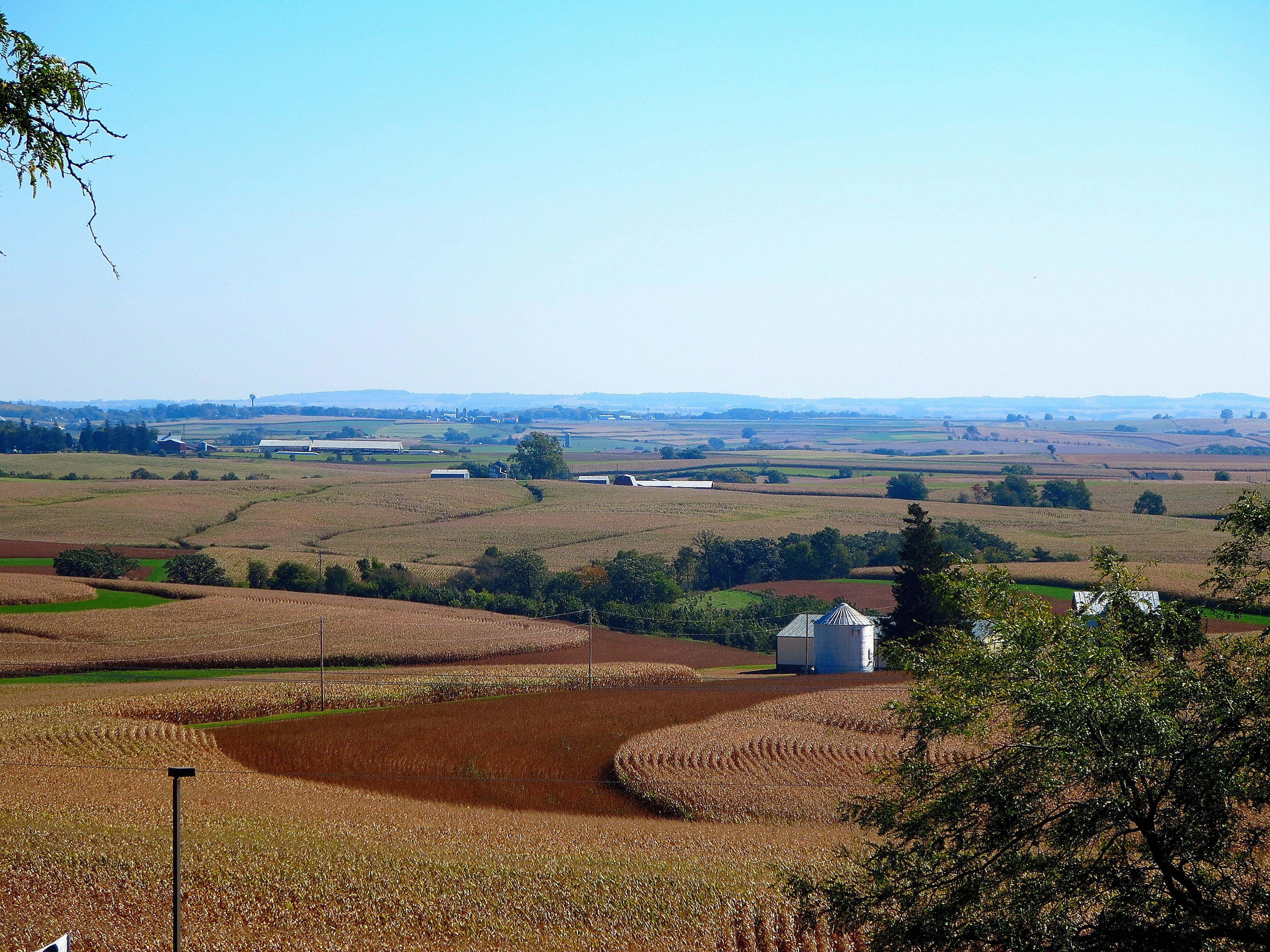
Pola uprawne w hrabstwie Grant

Urodzajne gleby i silna gospodarka rolna stanu sprawiają, że jest on liderem pod względem wartości rynkowej produktów rolnych.
Wisconsin produkując ponad 1,4 mln ton sera rocznie, jest największym producentem w USA, a miasteczko Plymouth jest uznawane za „Światową Stolicę Sera”. W 1890 roku Uniwersytet Wisconsin w Madison otworzył pierwszą w kraju szkołę mleczarską. Produkty mleczne przyniosły w 2020 roku 5,7 miliarda dolarów przychodu.
Do innych produkowanych na dużą skalę produktów rolnych należą (w nawiasach wielkość sprzedaży w 2020 roku): bydło (1,7 mld $), kukurydza (1,4 mld $), soja (660 mln $), ziemniaki (294,8 mln $), trzoda chlewna (150 mln $), żurawina (136,5 mln $), siano (133,4 mln $), kurze jaja (113,1 mln $) i brojlery (110,9 mln $).

### Zasoby naturalne
Wysokiej jakości piasek wydobywany w południowo-zachodnim Wisconsin jest wykorzystywany w innych stanach do poszukiwań ropy i gazu.

### Energia
W 2020 r. węgiel stanowił około dwóch piątych produkcji energii elektrycznej w stanie Wisconsin. Jednak produkcja węglowa w stanie systematycznie spada, a przed rokiem 2019 węgiel odpowiadał za ponad połowę produkcji energii. Elektrownie opalane gazem ziemnym przyczyniają się do drugiego co do wielkości udziału w produkcji stanowej i produkują ponad jedną trzecią energii. Dwa obecnie aktywne reaktory jądrowe w elektrowni jądrowej Point Beach dostarczają około 16% produkcji.
W 2020 roku odnawialne źródła energii dostarczyły 10% produkcji w stanie Wisconsin. Dziesiątki zapór w całym stanie dostarczają energię hydroelektryczną (5%), a większość zasobów wiatrowych (3%) znajduje się we wschodniej i południowej części stanu.

## Szkolnictwo
Szkolnictwo wyższe dzieli się na publiczne (stanowe) i prywatne. Sieć systemu uniwersyteckiego w stanie Wisconsin tworzy 26 uniwersytetów z prawem nadawania stopni bakalaureatu, magisterium oraz doktoratu (przeczytaj więcej: University of Wisconsin System) z głównym ośrodkiem uniwersyteckim w stolicy stanu Madison. W stanie Wisconsin jest również sieć 16 koledżów technicznych Wisconsin Technical College System współdziałających z systemem uniwersyteckim (tzw. kredyty zdobyte na koledżu są uznawane na uniwersytecie). Znane uniwersytety i koledże prywatne to: Marquette University, Beloit College, Viterbo University, Lawrence University, oraz wiele innych.
Od 1936 r. na Uniwersytecie Wisconsin w Madison wykładana jest filologia polska. Studia na tej uczelni umożliwiają uzyskanie dyplomu studiów licencjackich.

## Polonia w Wisconsin
Polskie doświadczenia w Wisconsin różniły się od innych społeczności w USA: większość przybyła przed 1890 rokiem i prawie wszyscy pochodzili z obszarów rządzonych przez Niemcy. Pierwszą dużą osadą polską w Wisconsin była Polonia w hrabstwie Portage w latach 50. XIX wieku. W 1866 roku zbudowali swój pierwszy kościół.
W 1900 roku 80% Polaków w Wisconsin pochodziło z obszarów niemieckich. Centrum polskiego życia miejskiego w Wisconsin stało się Milwaukee, które w 1890 roku miało 30 tys. Polaków. Do 1915 r. liczba ta wzrosła do 100 tys. Późniejsze migracje Polaków, począwszy od lat 90. XIX w., zdominowali Polacy austriaccy i rosyjscy.
W 2019 roku Polonia w tym stanie stanowi 8,6% ogółu ludności stanu (498,7 tys. osób), co jest najwyższym odsetkiem w Stanach Zjednoczonych. Jednak tylko niewielki odsetek tej grupy Amerykanów polskiego pochodzenia w Wisconsin mówi po polsku i ma głębsze związki z Polską.
Największa grupa Polonii mieszka w hrabstwie Milwaukee (94,7 tys.), gdzie stanowią 10% populacji. Najwyższy odsetek Polaków występuje w takich hrabstwach, jak: Portage (29,7%), Marathon (16,8%), Trempealeau (15,4%), Marinette (14,1%), Waukesha (13,2%) i Oconto (13,2%).

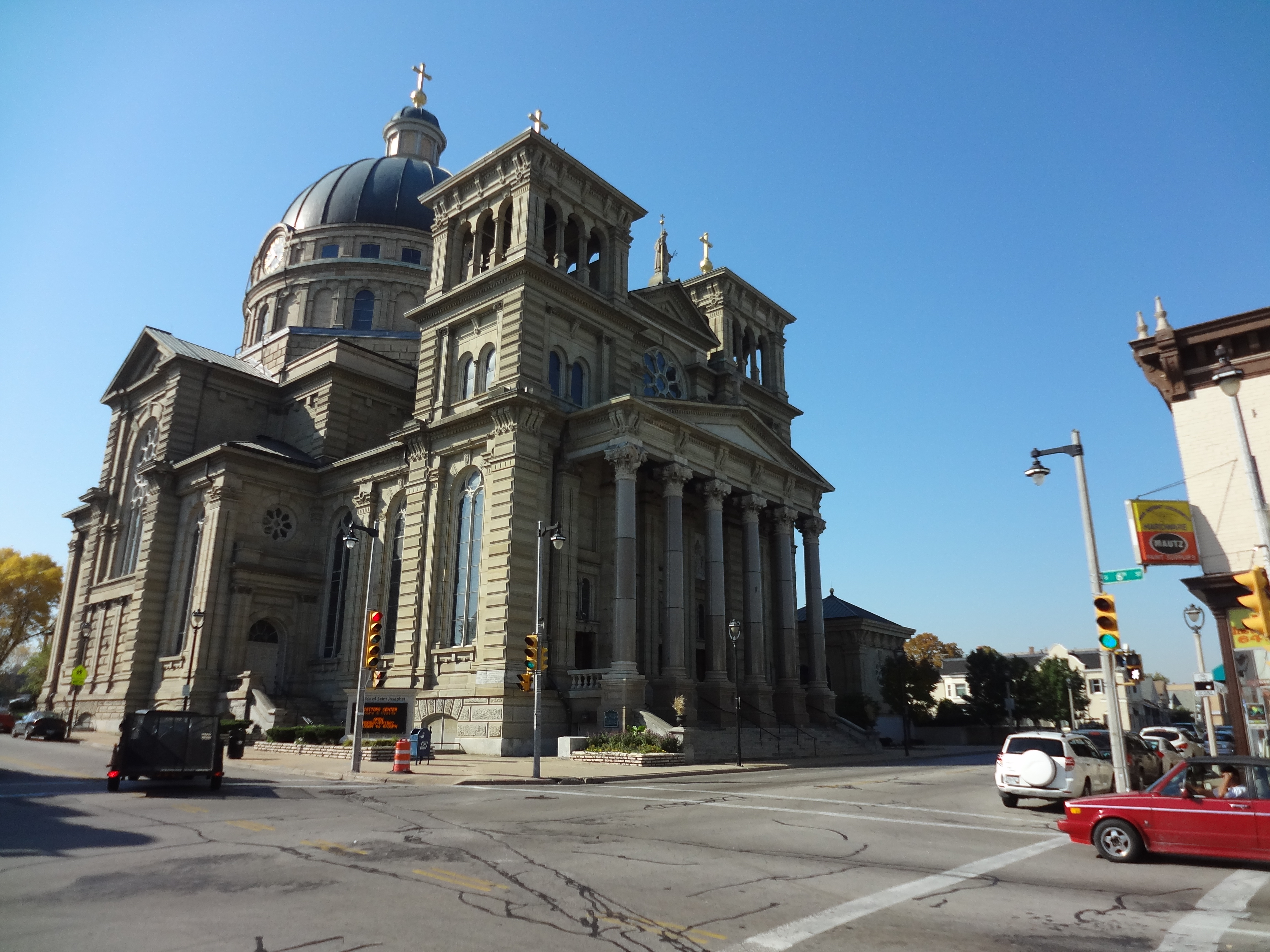
Polska Bazylika św. Jozafata w Milwaukee.

### Osoby polskiego pochodzenia
- Dave Cieslewicz(inne języki) – w latach 2003–2011 burmistrz Madison, stolicy stanu Wisconsin
- Anthony Bukoski(inne języki) – pisarz i emerytowany profesor języka angielskiego[28]
- Clement J. Zablocki – polityk, w latach 1949–1983 kongresmen ze stanu Wisconsin
- John A. Gronouski – urzędnik państwowy, w latach 1965–1968 amerykański ambasador w Polsce
- Joe Pavelski – hokeista, dwukrotny olimpijczyk
- Alyson Dudek – łyżwiarka, brązowa medalistka olimpijska
- Jane Kaczmarek – aktorka telewizyjna
- Liberace – artysta estradowy
- Frank Parker – tenisista
- Eric Szmanda – aktor filmowy
- Alan Kulwicki – kierowca wyścigowy

Znani duchowni i inne osoby powiązane z Kościołem katolickim, to: Jerome Listecki (od 2010 roku arcybiskup Milwaukee), Henry Theophilus Howaniec, David Zubik, Paweł Piotr Rhode, Raphael Fliss i Donald Biliński.